# Château de Monte Antico
Le château de Monte Antico (en italien : Castello di Monte Antico) est un édifice fortifié situé à Monte Antico, une frazione de la commune de Civitella Paganico (province de Grosseto), en Toscane.

## Histoire
Il a été construit en position dominante sur la vallée de l'Ombrone avant l'an mille, en tant que possession des Ardengheschi (it), et comprenait également une ancienne église paroissiale, revendiquée par les moines de l'abbaye de San Lorenzo al Lanzo.
Au début du XIVe siècle, il passa également sous le contrôle des Buonsignori, qui agrandirent la forteresse préexistante, la transformant en un véritable château ; à la fin du XIVe siècle, le complexe a été vendu à la famille Salimbeni puis est passé au XVe siècle de la municipalité de Sienne à la famille Tolomei, sous laquelle il a subi des transformations considérables.

## Description
Le château de Monte Antico est disposé en forme de L autour d'une cour caractéristique, avec un puits et une citerne pour recueillir l'eau de pluie.
Le manoir, construit au-dessus des murs médiévaux dont il est protégé, se caractérise par un bâtiment aux murs extérieurs en plâtre, rénové à l'époque de la Renaissance, adossé d'un côté à un autre bâtiment, caractérisé par des murs en pierre, typique de l'époque en dont il a été construit, partiellement rénové dans un style néo-médiéval. Du haut de la colline, le complexe fait face à une autre structure défensive, située à l'est dans la vallée en contrebas, dans la commune de Montalcino.
Le château de Monte Antico est utilisé comme hôtel-restaurant, tandis que l'église voisine de San Tommaso Apostolo, plus récente et actuellement désacralisée, a remplacé l'ancienne église paroissiale de San Giovanni Battista ad Ancaiano qui se trouvait autrefois près du château.